# Earlandinita
Earlandinita es un género de foraminífero bentónico de la familia Earlandinitidae, de la superfamilia Nodosinelloidea, del suborden Fusulinina y del orden Fusulinida. Su especie tipo es Nodosinella perelegans. Su rango cronoestratigráfico abarca desde el Avoniense (Carbonífero inferior) hasta el Viseense (Carbonífero superior).

## Clasificación
Earlandinita incluye a las siguientes especies:
- Earlandinita elongata †
- Earlandinita grandis †
- Earlandinita ladinica †
- Earlandinita lingchuanensis †
- Earlandinita oberhauseri †
- Earlandinita perelegans †
- Earlandinita soussii †